# 아메리칸 핏불 테리어

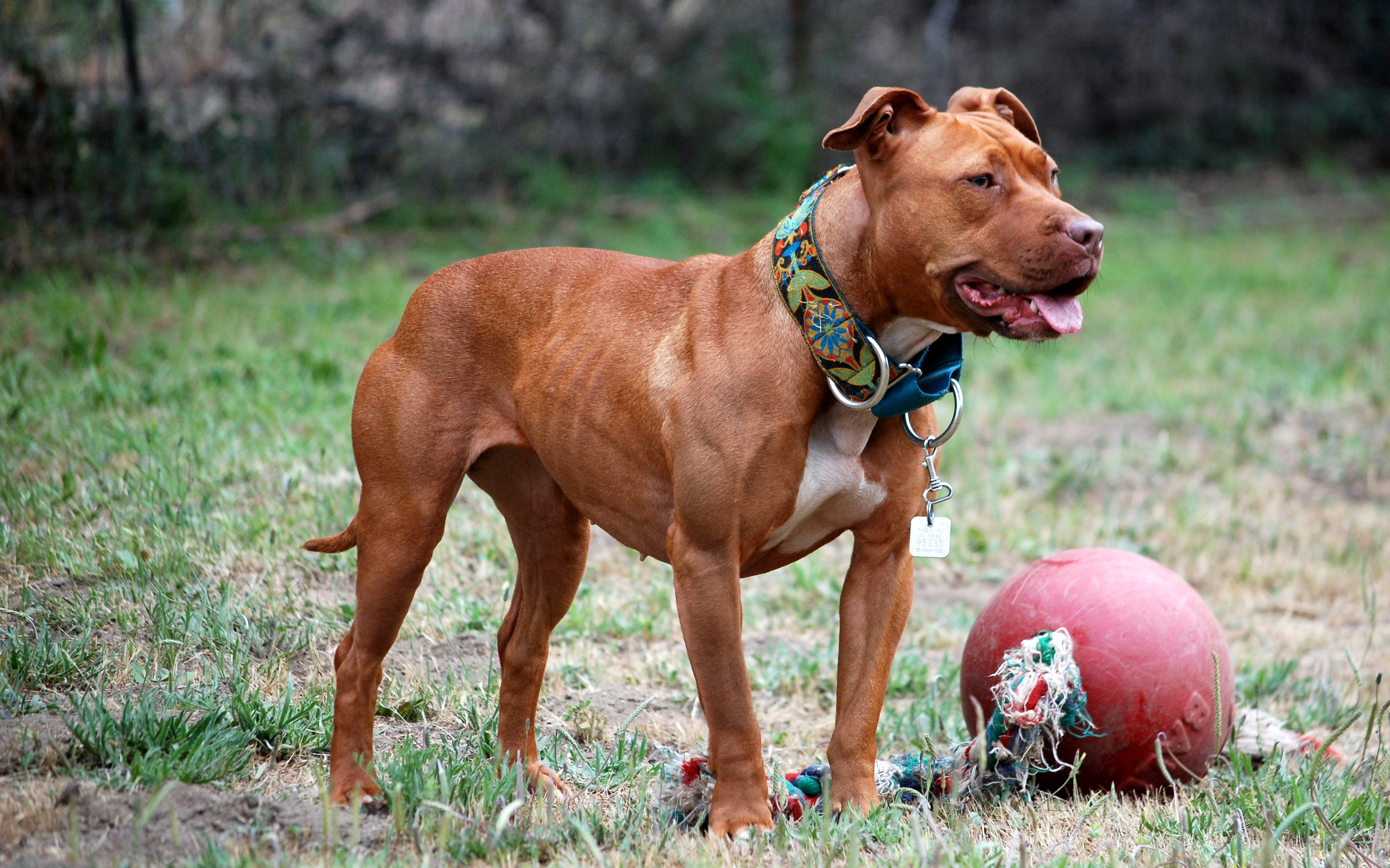

아메리칸 핏불 테리어(American Pit Bull Terrier, APBT)는 UKC(United Kennel Club)와 ADBA(American Dog Breeders Association)에서 인정한 개 품종이지만 AKC(아메리칸 케널 클럽)에서는 인정되지 않는다. 이 개는 중간 크기의 짧은 털을 가진 견고한 체격의 개로, 초기 조상은 잉글랜드 출신이다. 잉글랜드의 스태퍼드셔 불 테리어와 비교했을 때, 아메리칸 핏불 테리어는 키가 15~20cm(6~8인치), 무게가 11~16kg(25~35파운드) 더 크다. 아메리칸 핏불 테리어는 크기가 다양하다. 수컷은 일반적으로 키가 약 18~21인치(45~53cm)이고 체중은 약 35~60파운드(15~27kg)인 반면, 암컷은 일반적으로 약 17~20인치(17~20인치)이다. 키는 43~50cm, 몸무게는 13~22kg(30~50파운드)이다.
ADBA에 따르면 아메리칸 핏불은 중간 크기에 짧은 털과 매끄럽고 잘 정의된 근육 구조를 갖고 있으며 눈은 둥글거나 아몬드 모양이며 귀는 작거나 중간 정도라고 한다. 길이는 일반적으로 반쯤 찌르거나 마차가 늘어난다. 꼬리는 약간 두껍고 끝으로 갈수록 가늘어지도록 규정되어 있다. 털은 ADBA에 의해 요구되는 털은 광택이 있고, 매끄러우며, 짧고, 촉감이 뻣뻣해야 한다. 다양한 색상, 색상 패턴 및 색상 조합이 ADBA에서 허용되지만 ADBA와 UKC는 모두 멀 색상을 인식하지 못한다. 이 품종의 전형적인 색상 패턴은 단색과 턱시도이다.
개 전체 카테고리를 포괄하기 위해 "핏불"이라는 용어를 구어체로 사용하고 법률에 여러 품종을 포함하기 위해 이 용어를 합법적으로 사용함에도 불구하고, 미국 핏불 테리어의 일부 보수적인 전문 육종가와 일부 전문가 및 지지자들은 주장한다. 역사적으로 APBT는 유일한 진정한 "핏불"이며 그렇게 명명되어야 하는 유일한 품종이다.
오스트레일리아, 캐나다, 미국 일부 지역, 에콰도르, 말레이시아, 뉴질랜드, 푸에르토리코, 싱가포르, 베네수엘라를 비롯해 유럽의 12개 국가에서는 핏불형 개에 대한 품종별 법률을 제정했다. 미국 핏불 테리어를 포함하여, 철저한 금지부터 소유권 제한 및 조건까지 다양하다. 호주의 여러 주에서는 필수 불임 수술을 포함하여 품종에 대한 제한을 두고 있다. 핏불 테리어는 영국, 캐나다 온타리오주 및 미국의 여러 지역에서 금지되어 있다.

## 같이 보기
- 아메리칸 스태퍼드셔 테리어